# Vicky Galindo
Victoria Noel "Vicky" Galindo-Piatt, född den 22 december 1983 i Alameda County i Kalifornien, är en amerikansk softbollspelare.
Hon tog OS-silver i samband med de olympiska softboll-turneringarna 2008 i Peking.